# Norbert Heugel
Norbert Heugel (* 9. Februar 1941) ist ein ehemaliger deutscher Fußballspieler. 

## Karriere
Norbert Heugel schaffte 1959 den Sprung aus der Jugend der Stuttgarter Kickers in die erste Mannschaft. Am 1. November 1959 gab er sein Debüt in der Oberliga Süd. Anfang der 1960er Jahre emigrierte er in die Vereinigten Staaten, wo er für den DSC Brooklyn spielte. Später kehrte er wieder zurück nach Stuttgart und war für die Amateurmannschaft der Kickers aktiv.